# Clutching at Straws
Clutching at Straws (englisch für „An Strohhalme klammernd“) ist das vierte Studioalbum der britischen Progressive-Rock-Band Marillion. Es wurde im Juni 1987 als letztes Studioalbum der Fish-Ära veröffentlicht. Das Album ist ein Konzeptalbum – das zweite der Band–, in dem anhand der fiktiven Figur „Torch“ Probleme und Selbstzweifel mit und ohne Alkohol thematisiert werden.

## Hintergrund
Die Entstehung des Albums wurde vom Erfolg von Misplaced Childhood und den damit verbundenen Tourneen geprägt. Mark Kelly bezeichnete diese Art des Songschreibens als „composus interruptus“, weil die Arbeit immer wieder durch Konzerte oder Interviews unterbrochen worden war. Von Mai 1986 bis Januar 1987 wurde an den neuen Songs gearbeitet, dann wurde das Material dem Produzenten Chris Kimsey und dem EMI-Verantwortlichen Hugh Stanley Clarke vorgestellt. Sie waren unbeeindruckt, bis die Band Incommunicado spielte, einen Song, der als potentielle Hit-Single bewertet wurde.
Zwischen 1997 und 1999 veröffentlichte EMI die unter ihrem Label entstandenen Marillion-Alben als 24-bit Digital Remaster 2-Disc Version. Die Bonus-CD von Clutching at Straws enthält u. a. auch die letzten Aufnahmen, die die Band mit dem Sänger Fish gemacht hatte.

## Titelliste
Alle Lieder wurden geschrieben von Fish, Mark Kelly, Ian Mosley, Steve Rothery und Pete Trewavas.
1. Hotel Hobbies (03:35)
2. Warm Wet Circles (04:25)
3. That Time of the Night (The Short Straw) (06:00)
4. Going Under (02:47) (nicht auf der LP enthalten)
5. Just for the Record (03:09)
6. White Russian (06:27)
7. Incommunicado (05:16)
8. Torch Song (04:05)
9. Slàinte Mhath (04:44)
10. Sugar Mice (05:46)
11. The Last Straw / Happy Ending (05:58)

Titelliste der Bonus-CD 
1. Incommunicado (Alternative Version) (05:57)
2. Tux On (05:13)
3. Going Under (Extended Version) (02:48)
4. Beaujolais Day (04:51)
5. Story From a Thin Wall (06:47)
6. Shadows on the Barley (02:07)
7. Sunset Hill (04:21)
8. Tic-Tac-Toe (02:59)
9. Voice in the Crowd (03:29)
10. Exile on Princes Street (05:29)
11. White Russians (Demo) (06:15)
12. Sugar Mice in the Rain (Demo) (05:54)[4]

## Singleauskopplungen
Als erste Single wurde im Mai 1987 Incommunicado mit der B-Seite Going Under veröffentlicht. Sie erreichte den 6. Platz der UK-Single-Charts. Die zweite Single Sugar Mice, im Juli 1987 mit der B-Seite Tux On erschienen, erreichte Platz 22 der UK-Charts. Die dritte Single Warm Wet Circles mit der B-Seite White Russian (Live) wurde im Oktober 1987 veröffentlicht und erreichte ebenfalls Platz 22 der UK-Charts.

## Rezeption
Die Rezensenten schwanken in der Bewertung zwischen „bestem“ und „schwächsten“ Album der Fish-Ära. Einigkeit herrscht jedoch darüber, das Steve Rothery auf diesem Album sein bisher bestes Gitarrenspiel darbot. Im Juni 2015 wählte das Fachblatt Rolling Stone das Album auf Platz 37 der 50 besten Progressive-Rock-Alben aller Zeiten.